# Companie privată
O companie privată este o companie deținută, fie de către organizații neguvernamentale sau fie de către un număr relativ mic de acționari sau membri ai unei societăți care nu oferă sau comercializează stocul companiei sale (acțiuni) pentru publicul larg al schimburilor de pe piața de valori, ci mai degrabă stocul companiei este oferit, deținut și comercializat sau schimbat în mod privat. Puținii termeni ambigui pentru o companie privată sunt: societate necontată și companie necotată la bursă.